# Kuortane
Kuortane est une municipalité de l'ouest de la Finlande, dans la province de Finlande occidentale et la région d'Ostrobotnie du Sud.

## Histoire
Le site est habité depuis près de 8 500 ans à l'époque mésolithique (fi).
À cette époque, la côte de la future mer Baltique traverse ce qui est aujourd'hui Kuortane.
La première mention du lieu date de 1557. La paroisse connaît un fort développement au XVIIe siècle avec l'essor de la production de goudron végétal, utilisé dans la construction navale.
On y trouve au XVIIIe siècle plus de 300 fosses à goudron qui génèrent des revenus considérables.

## Géographie
La commune, formée de 11 villages, est de taille moyenne à l'échelle de la Finlande.
Sa superficie est de 484,85 km2, dont 22,71 km2 d'eau.
Elle est traversée par la rivière Lapuanjoki.
Le point culminant de Kuortane, la colinne Jäkälämäki, culmine à 204 mètres d'altitude, tandis que le lac Kuortaneenjärvi culmine à 75 mètres.
Les communes voisines sont Lapua au nord-ouest, Alajärvi au nord-est, Lehtimäki à l'est, Töysä au sud-est, Alavus au sud et Nurmo à l'ouest.

## Démographie
Depuis 1980, l'évolution démographique de Kuortane est la suivante, :
| Année      | 1980  | 1985  | 1990  | 1995  | 2000  | 2005  |
| ---------- | ----- | ----- | ----- | ----- | ----- | ----- |
| population | 5 004 | 5 065 | 4 863 | 4 809 | 4 457 | 4 185 |

| Année      | 2010  | 2015  | 2020  |
| ---------- | ----- | ----- | ----- |
| population | 3 943 | 3 727 | 3 548 |

## Administration et politique

### Conseil municipal
Le conseil municipal regroupe 19 conseillers.
Pour la période 2017–2021, la répartition des voix aux élections municipales finlandaises de 2017 est la suivante:
| Année | KESK | KESK | KOK  | KOK  | PS   | PS   | KD   | KD  | SDP  | SDP |
| Année | Voix | %    | Voix | %    | Voix | %    | Voix | %   | Voix | %   |
| 2017  | 892  | 44,1 | 506  | 25,0 | 391  | 19,3 | 133  | 6,6 | 102  | 5,0 |

### Subdivisions administratives
Kuortane compte les villages suivants: Kirkonkylä, Salmi, Ruona, Länsiranta, Kaaranka, Mäyry, Leppälä, Heikkilä, Löyä, Ylijoki et Luhtala-Kivenmäki.
Il n'y a qu'une seule agglomération dans la commune, le village de Kuortane.

## Transports
La route principale 66 entre Orivesi et Lapua traverse Kuortane.
Les gares les plus proches sont la gare de Lapua sur la ligne Seinäjoki–Oulu, la gare d'Alavus sur la ligne Seinäjoki–Haapamäki, ainsi que la gare de Seinäjoki au croisement de cinq lignes.

### Distances
- Jyväskylä 200 km
- Kokkola 150 km
- Lapua 30 km
- Seinäjoki 35 km
- Tampere 180 km
- Vaasa 110 km

## Personnalités
C'est la municipalité de naissance d'Alvar Aalto.
- Krista Pärmäkoski (1990-), skieuse de fond

## Galerie

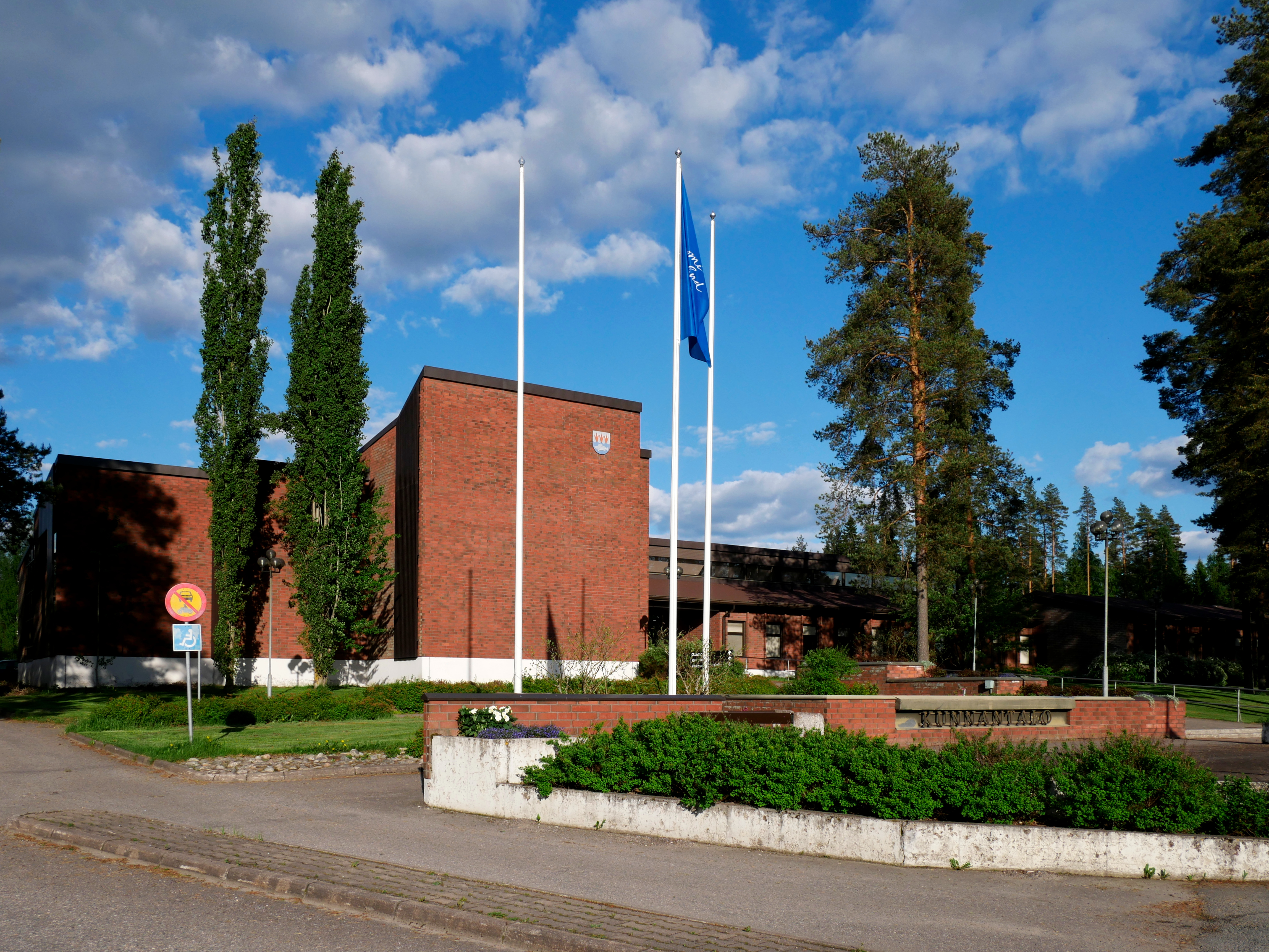
La mairie.
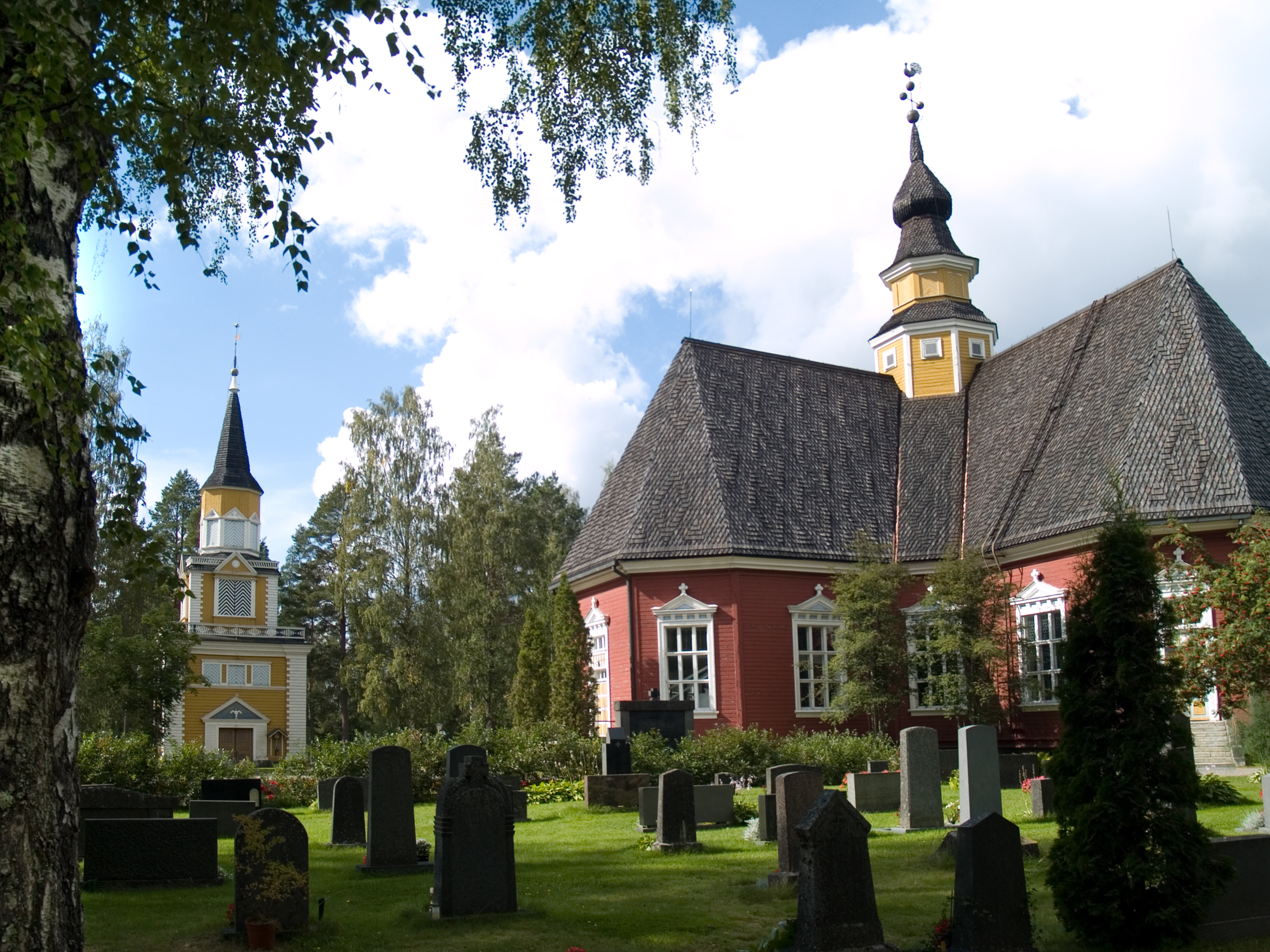
L'église de Kuortane.
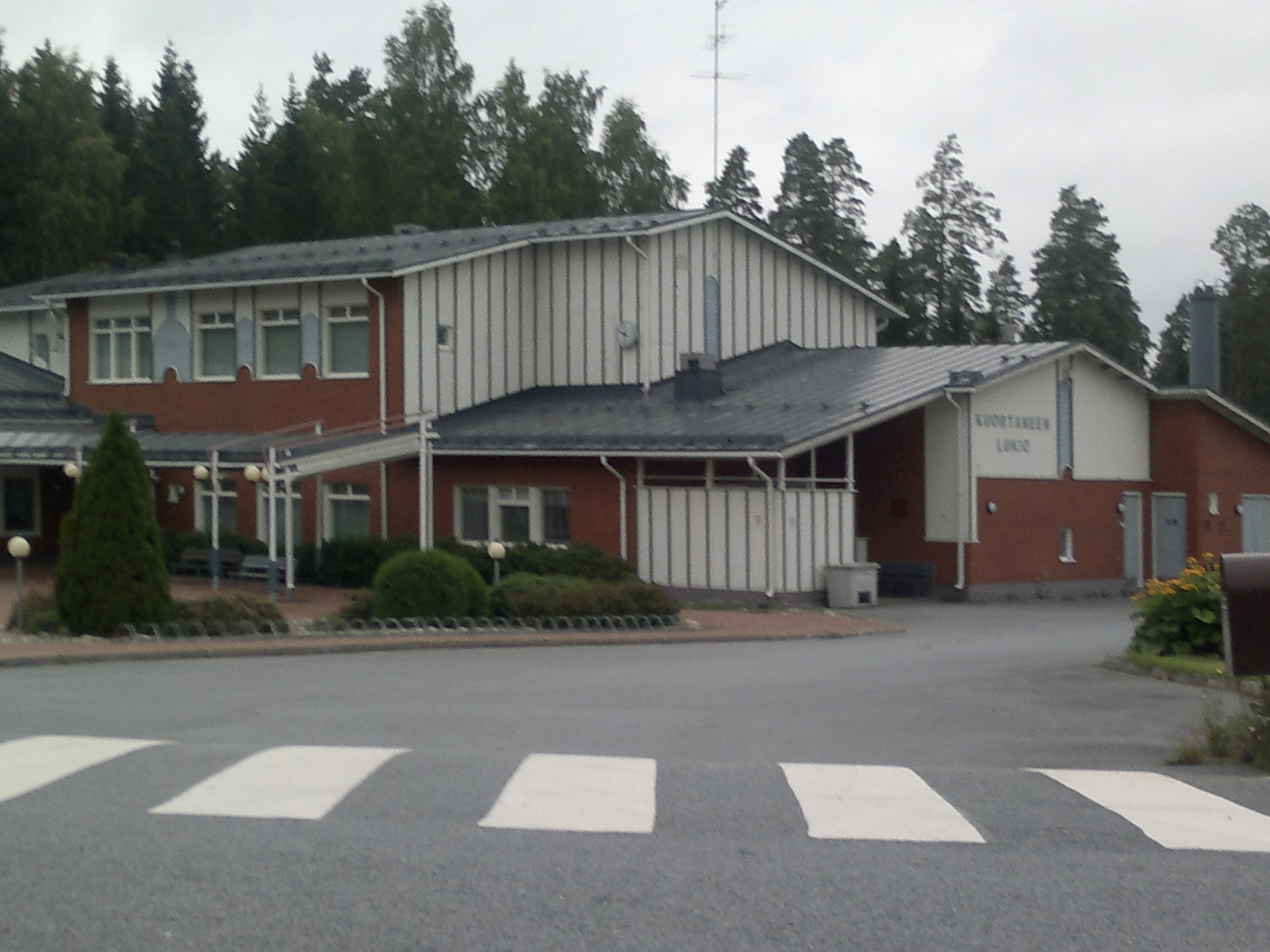
Le lycée de Kuortane.
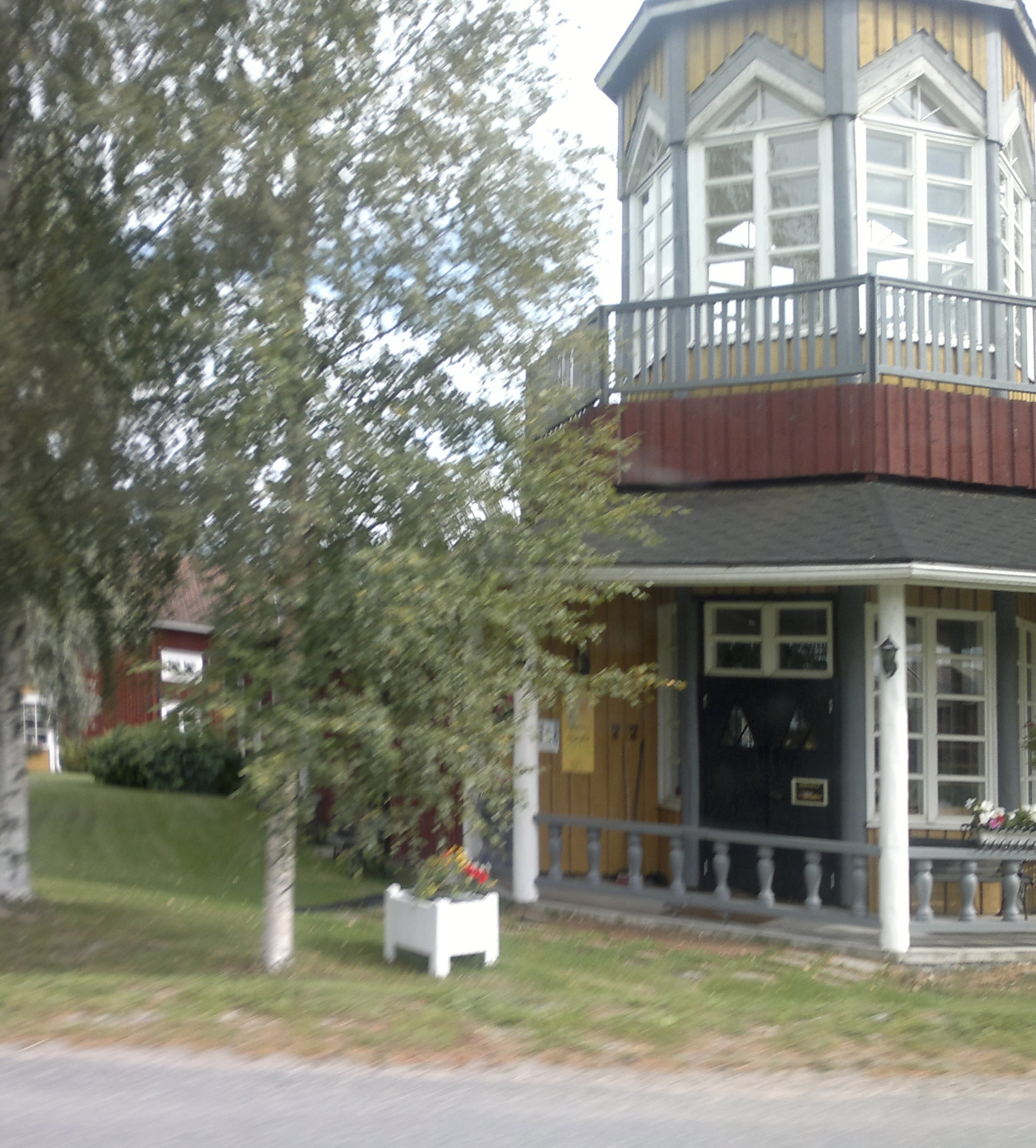
Galerie d'art de Soile Yli-Mäyry.
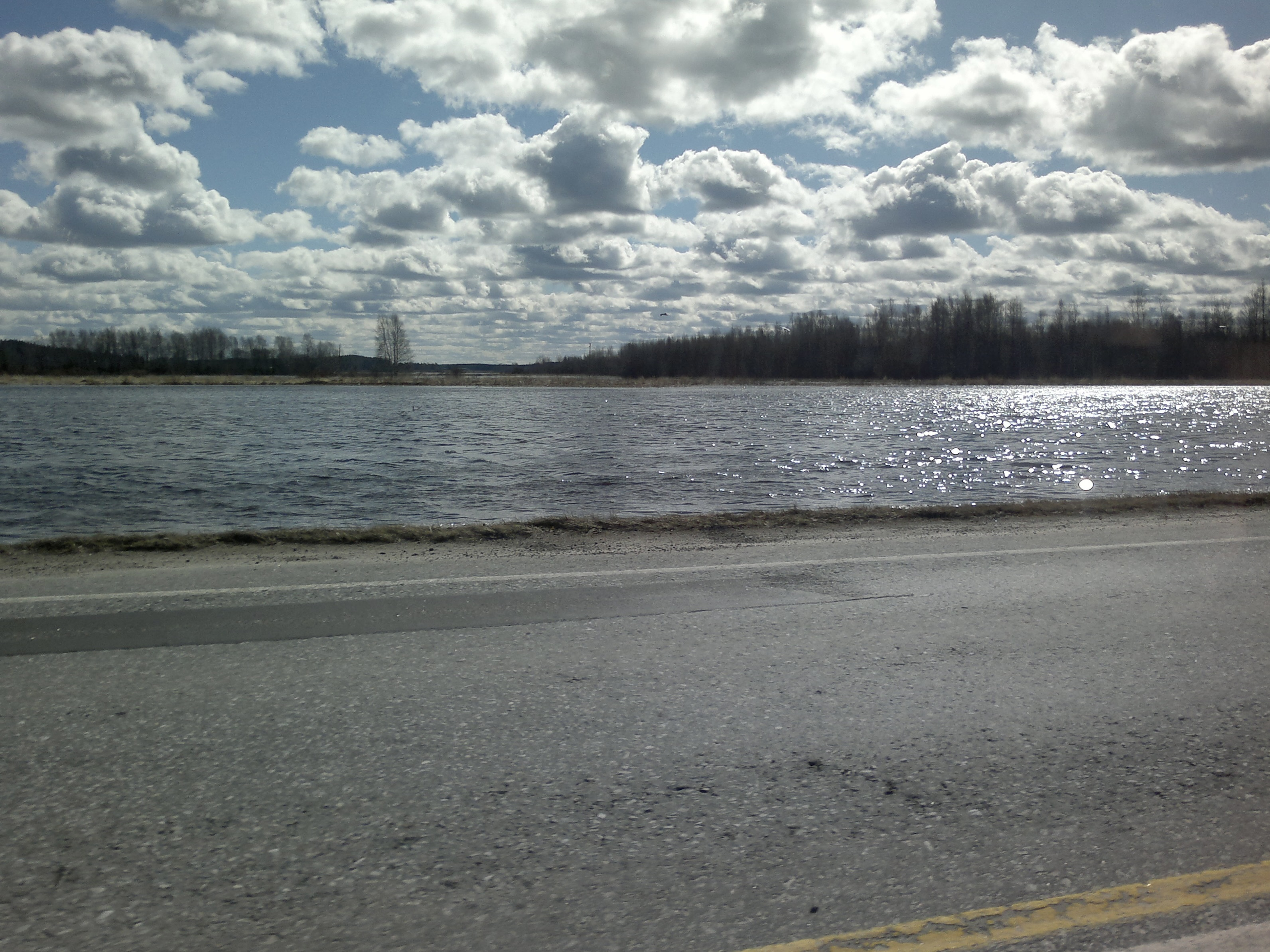
Champs inondés.